# Vanessa Zamora
 (juin 2024).
 (juin 2024).
La mise en forme du texte ne suit pas les recommandations de Wikipédia : il faut le « wikifier ».
Les points d'amélioration suivants sont les cas les plus fréquents :
- Les titres sont pré-formatés par le logiciel. Ils ne sont ni en capitales, ni en gras.
- Le texte ne doit pas être écrit en capitales (les noms de famille non plus), ni en gras, ni en italique, ni en « petit »…
- Le gras n'est utilisé que pour surligner le titre de l'article dans l'introduction, une seule fois.
- L'italique est rarement utilisé : mots en langue étrangère, titres d'œuvres, noms de bateaux, etc.
- Les citations ne sont pas en italique mais en corps de texte normal. Elles sont entourées par des guillemets français : « et ».
- Les listes à puces sont à éviter, des paragraphes rédigés étant largement préférés. Les tableaux sont à réserver à la présentation de données structurées (résultats, etc.).
- Les appels de note de bas de page (petits chiffres en exposant, introduits par l'outil «  Source ») sont à placer entre la fin de phrase et le point final[comme ça].
- Les liens internes (vers d'autres articles de Wikipédia) sont à choisir avec parcimonie. Créez des liens vers des articles approfondissant le sujet. Les termes génériques sans rapport avec le sujet sont à éviter, ainsi que les répétitions de liens vers un même terme.
- Les liens externes sont à placer uniquement dans une section « Liens externes », à la fin de l'article. Ces liens sont à choisir avec parcimonie suivant les règles définies. Si un lien sert de source à l'article, son insertion dans le texte est à faire par les notes de bas de page.
- La présentation des références doit suivre les conventions bibliographiques. Il est recommandé d'utiliser les modèles {{Ouvrage}}, {{Chapitre}}, {{Article}}, {{Lien web}} et/ou {{Bibliographie}}. Le mode d'édition visuel peut mettre en forme automatiquement les références.
- Insérer une infobox (cadre d'informations à droite) n'est pas obligatoire pour parachever la mise en page.

Pour une aide détaillée, merci de consulter Aide:Wikification.
Si vous pensez que ces points ont été résolus, vous pouvez retirer ce bandeau et améliorer la mise en forme d'un autre article.
Vanessa Zamora (née le 22 juillet 1991) est une auteure-compositrice-interprète et musicienne mexicaine de Tijuana, Baja California, Mexique. Connue pour son mélange unique de pop indie et de musique folk, elle a commencé sa carrière en partageant des reprises et des chansons originales sur des plateformes comme YouTube, gagnant rapidement en reconnaissance pour sa voix distinctive et son style musical. Zamora joue plusieurs instruments, dont la guitare acoustique, le piano, le clavier et la batterie.

## Jeunesse et éducation
Vanessa Zamora a grandi dans une famille portée sur la musique, ce qui a joué un rôle significatif dans l'épanouissement de son intérêt pour la musique. Vanessa a commencé à jouer du piano à un jeune âge et a ensuite appris à jouer de la guitare. Son exposition précoce à divers genres musicaux a influencé son style éclectique, combinant des éléments de pop indie, de folk et de musique alternative.
Vanessa a fréquenté les écoles locales de Tijuana et a ensuite poursuivi des études supérieures en communication. Elle est diplômée de l'Universidad Autónoma de Guadalajara avec une licence en communication, où elle a équilibré ses responsabilités académiques avec sa passion croissante pour la musique. Son éducation l'a aidée à développer des compétences en médias et en communication, qu'elle a ensuite utilisées dans sa carrière musicale.

## Carrière

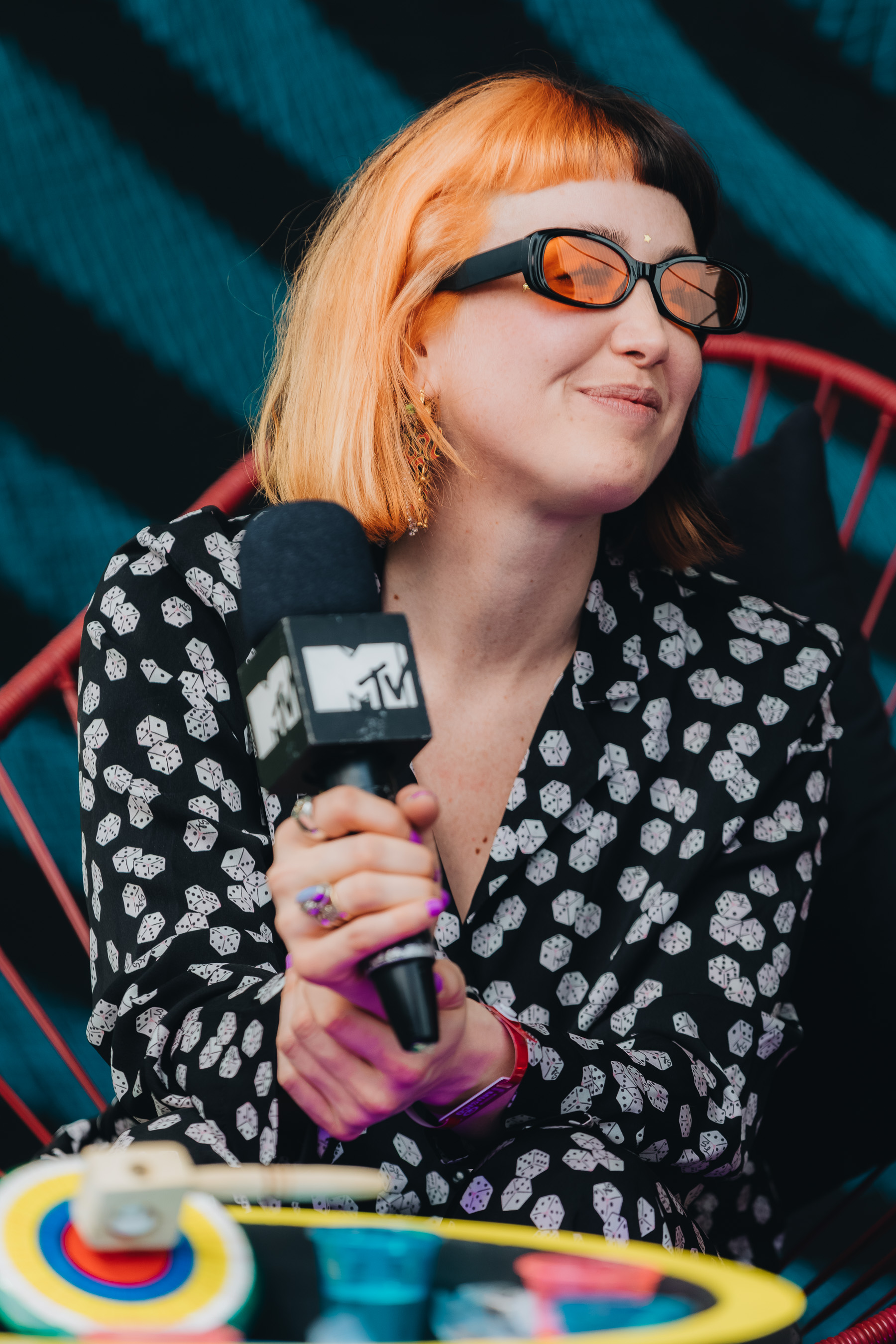

La carrière musicale de Zamora a vraiment commencé lorsqu'elle a commencé à publier des reprises et des chansons originales sur YouTube. Sa voix unique et ses performances sincères ont rapidement attiré une audience, ce qui a conduit à des opportunités de se produire dans des lieux locaux et des festivals de musique. La présence en ligne de Vanessa l'a aidée à se connecter avec un public plus large et à poser les bases de son succès futur.

### Premier album:Hasta la Fantasía
En 2014, Vanessa Zamora a sorti son premier album, Hasta la Fantasía. L'album présente un mélange de sons acoustiques et électroniques, avec des paroles introspectives explorant des thèmes tels que l'amour, la perte et la découverte de soi. La sortie de Hasta la Fantasía a marqué une étape importante dans la carrière de Zamora, lui valant les éloges de la critique et une base de fans dévouée.

### Deuxième album:Tornaluna
Vanessa a sorti son deuxième album, Tornaluna, en 2018. Cet album a continué à montrer sa croissance en tant qu'artiste, avec des sons plus expérimentaux et des paroles plus profondes. Tornaluna a été bien accueilli par les critiques et les fans, consolidant sa réputation en tant que figure majeure de la scène musicale contemporaine latino-américaine.

### Troisième album:Tornaluna pocket
Vanessa a sorti son troisième album, Tornaluna pocket, en 2019. Tornaluna pocket a également été bien accueilli par les critiques et les fans.

### Quatrième album:DAMALEONA
Vanessa a sorti son quatrième album, DAMALEONA, en 2023. La réception de DAMALEONA a été largement positive, les critiques et les auditeurs louant son son innovant et sa profondeur émotionnelle. Les critiques ont souligné la capacité de Zamora à fusionner différents genres musicaux de manière transparente, créant une expérience d'écoute unique et captivante. La qualité de production de l'album a également été saluée, avec des arrangements complexes et des paysages sonores polis qui renforcent l'impact global des chansons. Des titres comme Trascender et Morir Naciendo sont devenus des favoris des fans, connus pour leurs mélodies accrocheuses et leurs paroles introspectives.

## Style musical et influences
La musique de Zamora se caractérise par un mélange de pop indie, de folk et d'éléments alternatifs. Ses paroles introspectives abordent souvent des thèmes personnels et émotionnels, résonnant avec un large public. Elle cite une variété d'influences musicales, y compris la musique folk latino-américaine, le rock classique et les artistes indie contemporains. La capacité de Vanessa à fusionner ces influences en un son cohérent est une marque de fabrique de sa carrière musicale.

## Performances en direct et tournées
Tout au long de sa carrière, Vanessa Zamora s'est produite dans de nombreux festivals de musique et salles de concert à travers l'Amérique latine et au-delà. Ses performances en direct sont connues pour leur intensité émotionnelle et leur polyvalence musicale. Elle a entrepris de nombreuses tournées pour promouvoir ses albums, établissant une forte connexion avec son public grâce à sa présence scénique engageante.

## Collaborations et projets parallèles
Vanessa Zamora a collaboré avec divers artistes de différents genres, élargissant ainsi ses horizons musicaux. Elle a travaillé avec des musiciens latino-américains et a participé à des projets qui montrent sa polyvalence en tant qu'artiste. Ces collaborations ont enrichi sa musique et l'ont présentée à de nouveaux publics.

## Travaux récents (2022-présent)
Au cours des deux dernières années, Vanessa Zamora a continué d'innover et d'élargir son répertoire musical. En 2022, elle a sorti le single Psilocibina, qui a reçu des critiques positives pour son son psychédélique et ses paroles introspectives. Elle a également entrepris une tournée réussie à travers le Mexique et l'Amérique latine, se produisant dans des festivals majeurs tels que Vive Latino et Lollapalooza Argentina. En 2023, elle a collaboré avec plusieurs artistes sur divers nouveaux projets, y compris une collaboration notable sur la chanson Luna du groupe Zoé. Vanessa travaille actuellement sur un nouvel album studio, dont la sortie est prévue pour fin 2024.

## Vie personnelle
Vanessa Zamora est connue pour garder sa vie personnelle relativement privée. Cependant, elle partage parfois des idées et des mises à jour avec ses fans via les réseaux sociaux. Elle parle souvent de l'importance de la santé mentale et des soins personnels, des thèmes également reflétés dans sa musique.

### Présence sur les réseaux sociaux
Vanessa Zamora est active sur diverses plateformes de réseaux sociaux, où elle interagit avec ses fans et partage des mises à jour sur sa musique et sa vie personnelle. Sa présence sur des plateformes comme Instagram, Twitter et YouTube l'a aidée à maintenir une connexion étroite avec son public. Vanessa utilise ces plateformes pour promouvoir son travail, partager des contenus en coulisses et défendre des causes auxquelles elle croit,[source insuffisante].

### Philanthropie et défense
En plus de sa carrière musicale, Vanessa Zamora est impliquée dans diverses activités philanthropiques. Elle soutient des initiatives de sensibilisation à la santé mentale et plaide pour les droits des femmes et la durabilité environnementale. Vanessa participe souvent à des événements caritatifs et utilise sa plateforme pour sensibiliser à des questions sociales importantes.

## Discographie
- Hasta la Fantasía (2014)[18]
- Tornaluna (2018)[19]
- Tornaluna pocket (2019)[19]
- DAMALEONA (2023)

## Filmographie
En plus de sa carrière musicale, Vanessa a également participé à des projets de médias visuels. Elle est apparue dans des vidéoclips et des courts métrages, améliorant son expression artistique à travers la narration visuelle. Ces projets montrent sa polyvalence et sa capacité à se connecter avec le public à travers différents médiums.

## Récompenses et reconnaissance
Vanessa Zamora a été reconnue pour ses contributions à la musique avec plusieurs prix et nominations. Son travail a été salué par les critiques et elle a gagné une base de fans loyale. Son approche innovante de la musique et son dévouement à son métier continuent d'inspirer les artistes émergents de l'industrie.